# فقاص
الفقاص حلوى جافة مشهورة بالمغرب. وهي مصنوعة من البيض، السكر والدقيق والخميرة، ويمكن ان تضاف إليها مكونات أخرى كالفواكه المعسلة والحليب كما يمكن أن تضاف اللوز و/ أو الزبيب وبعض الفواكه المجففة . هذه الكعكة تحظى بشعبية كبيرة في المغرب بسبب مكوناتها الرخيصة وذلك لجميع فئات المجتمع التي تستطيع تحمله. وتُقدم عادة مع الشاي بالنعناع. وهي من الحلويات التي تسمى ب «دواز اتاي».

## المقادير
7 بيضات و200غ من اللوز
و200غ من الزبيب و250غ من السكر وكوب ونصف من زيت الذرة وكيسان من خميرة الحلوى إضافة إلى ملعقة كبيرة من قشور الليمون مبشور وكيلو غرام من الطحين.